# Vrboska
Vrboska je manjše mesto in pristanišče na otoku Hvaru (Hrvaška), ki upravno spada v občino Jelsa, ta pa v Splitsko-dalmatinsko županijo.

## Geografija
Vrboska leži ob ozkem, globoko v kopno zajedenem zalivu z imenom Luka Vrboska, 3 km severozahodno od Jelse, in je barvito mestece, obdano z gozdom in vinogradi. Zaliv je dobro zaščiten. Plovila lahko pristanejo v manjšem pristanišču, ki ima globino 2 metra, ali v marini. Zaliv je odprt le za jugozahodne vetrove, kar povzroča valovanje. Če veter ne preneha pihati, lahko gladina morja naraste tudi za do 2 metra.

## Prebivalstvo
V Vrboski stalno živi 526 prebivalcev (popis 2001). Število prebivalstva se je v zadnjih desetletjih znižalo. (Leta 1981 jih je bilo tu še 622.)

## Gospodarstvo
Glavne gospodarske dejavnosti v kraju so turizem, gostinstvo, ribolov in trgovina. Največji gospodarski objekt je marina »ACI marina Vrboska«, ki ima 85 privezov v morju in 30 mest na kopnem. Globina morja v marini je 5 metrov. Marina ima servisno delavnico in 5-tonsko dvigalo. Poleg marine sta v kraju še hotela Adriatic in Madiera ter nudistični kamp.
Vrboska je eno od hrvaških ribiških središč, ki ima tudi ribiški muzej.

## Zgodovina
Kraj so v 15. stoletju ustanovili prebivalci od morja nekoliko odmaknjenega naselja Vrbanj. Sredi Vrboske stoji utrjena renesančna cerkev sv. Marije, nenavadno delo sakralne arhitekture, zgrajena v obliki trdnjave okoli leta 1465, redek tovrstni spomenik v Dalmaciji. V župnijski cerkvi sv. Lovrinca (15. do 16. stol. in pozneje preurejena) je oltarna podoba (poliptih) v  glavnem oltarju, delo mojstra (Paolo Veronese€Veroneseja), izdelana v letih 1571–1579, eno izmed renesančnih slik pa pripisujejo mojstru (Bassanu). Ob obali pa stoji zanimiva cerkvica sv. Petra, zgrajena 1469, ki ima na pročelju v polkrožni niši kip svetnika, sicer delo neznanega mojstra iz delavnice Nikole Firentinca.

## Demografija
| Pregled števila prebivalcev po letih | Pregled števila prebivalcev po letih | Pregled števila prebivalcev po letih | Pregled števila prebivalcev po letih | Pregled števila prebivalcev po letih | Pregled števila prebivalcev po letih | Pregled števila prebivalcev po letih | Pregled števila prebivalcev po letih | Pregled števila prebivalcev po letih | Pregled števila prebivalcev po letih | Pregled števila prebivalcev po letih | Pregled števila prebivalcev po letih | Pregled števila prebivalcev po letih | Pregled števila prebivalcev po letih | Pregled števila prebivalcev po letih |
| ------------------------------------ | ------------------------------------ | ------------------------------------ | ------------------------------------ | ------------------------------------ | ------------------------------------ | ------------------------------------ | ------------------------------------ | ------------------------------------ | ------------------------------------ | ------------------------------------ | ------------------------------------ | ------------------------------------ | ------------------------------------ | ------------------------------------ |
| 1857                                 | 1869                                 | 1880                                 | 1890                                 | 1900                                 | 1910                                 | 1921                                 | 1931                                 | 1948                                 | 1953                                 | 1961                                 | 1971                                 | 1981                                 | 1991                                 | 2001                                 |
| 703                                  | 829                                  | 924                                  | 1009                                 | 1119                                 | 966                                  | 968                                  | 708                                  | 603                                  | 637                                  | 611                                  | 555                                  | 476                                  | 523                                  | 526                                  |